# Лаивес
Лаивес (итал. Laives) је насеље у Италији у округу Болцано, региону Трентино-Јужни Тирол.
Према процени из 2011. у насељу је живело 10710 становника. Насеље се налази на надморској висини од 250 м.

## Становништво
| 1936. | 1951. | 1961. | 1971.  | 1981.  | 1991.  | 2001. | 2011.  |
| ----- | ----- | ----- | ------ | ------ | ------ | ----- | ------ |
| 4.865 | 6.208 | 8.403 | 10.154 | 12.577 | 13.707 | 18    | 16.909 |